# Youssouf Mulumbu
Youssouf Mulumbu, född 25 januari 1987, är en kongolesisk fotbollsspelare (mittfältare) som spelar för Saint-Éloi Lupopo.
Mulumbu spelade för Frankrikes juniorlandslag (U20 och U21). Därefter valde han att representera DR Kongo. Han var med i Kongos trupp vid Afrikanska mästerskapet 2013. 